# Place du Brésil
La place du Brésil est une voie située dans le quartier de la Plaine-de-Monceaux du 17e arrondissement de Paris.

## Situation et accès
La place du Brésil est desservie par la ligne 3 à la station Wagram.

## Origine du nom

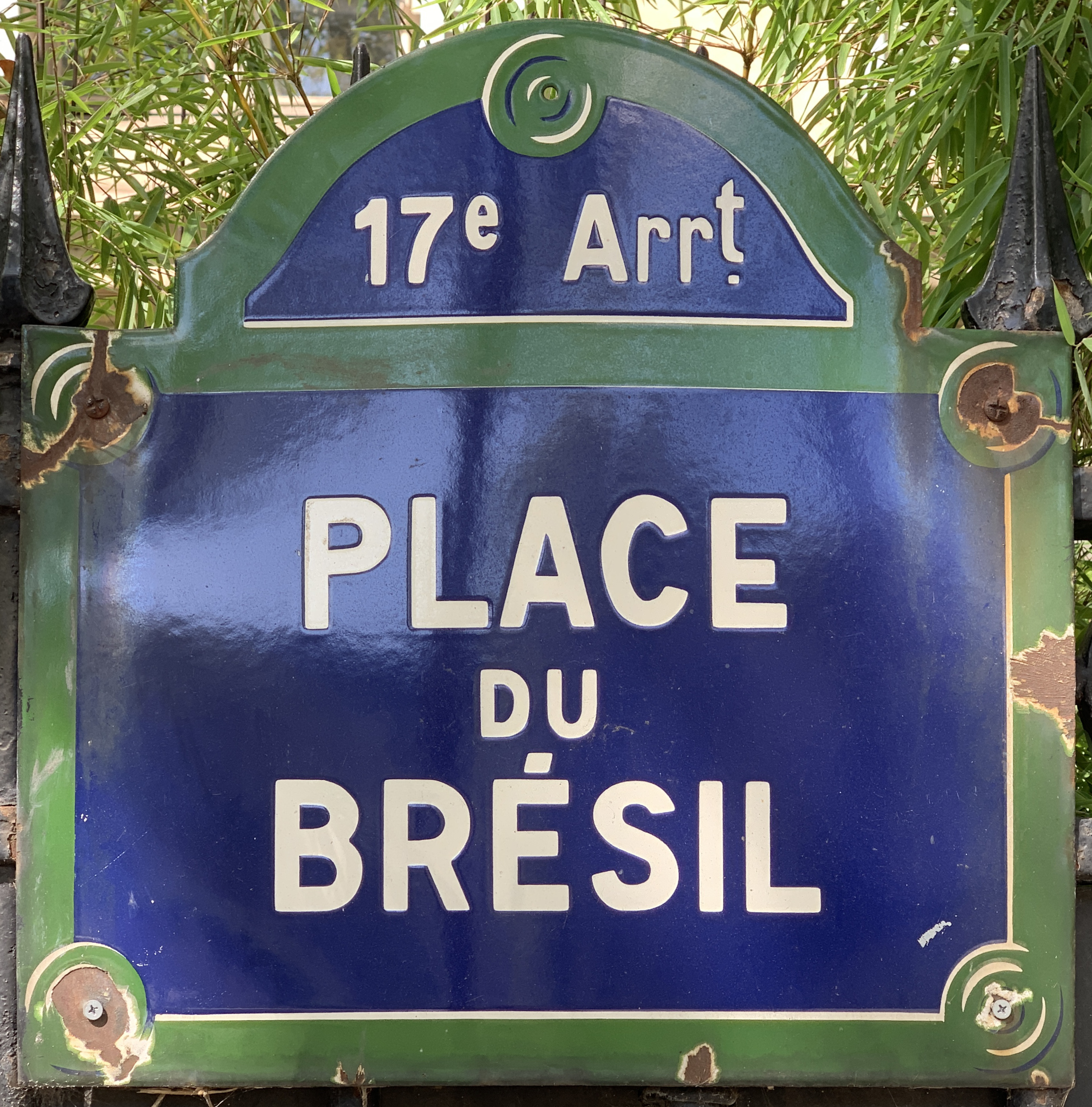
Plaque de la place.

Elle tire son nom en référence au Brésil.

## Historique
Cette place artificielle, située à l'intersection de l'avenue de Wagram et l'avenue de Villiers, porte sa dénomination actuelle depuis un arrêté du 28 février 1928.